# Listă de filme de groază din 1985
Aceasta este o listă de filme de groază din 1985.